# Ogilbia cayorum
Ogilbia cayorum is een straalvinnige vissensoort uit de familie van naaldvissen (Bythitidae). De wetenschappelijke naam van de soort is voor het eerst geldig gepubliceerd in 1898 door Evermann & Kendall.